# Оливерос, Хосе
Хосе Оливерос де ла Торре (исп. José Oliveros de la Torre; род. 29 апреля 1948, Сан-Луис-Потоси) — мексиканский легкоатлет, специалист по спортивной ходьбе. Выступал за сборную Мексики по лёгкой атлетике в конце 1960-х — начале 1970-х годов, обладатель бронзовой медали Панамериканских игр, серебряный призёр центральноамериканского и карибского чемпионата, участник двух летних Олимпийских игр.

## Биография
Хосе Оливерос родился 29 апреля 1948 года в городе Сан-Луис-Потоси, Мексика.
Впервые заявил о себе в лёгкой атлетике на международном уровне в сезоне 1968 года, когда вошёл в состав мексиканской сборной и благодаря череде успешных выступлений удостоился права защищать честь страны на домашних летних Олимпийских играх в Мехико. В программе ходьбы на 20 км показал время 1:38:17, расположившись в итоговом протоколе соревнований на 13-й строке.
В 1969 году на чемпионате Центральной Америки и Карибского бассейна в Гаване выиграл серебряную медаль в дисциплине 20 км, уступив на финише только своему соотечественнику Паскуалю Рамиресу.
В 1971 году в 20-киломтеровой ходьбе завоевал бронзовую награду на Панамериканских играх в Кали, здесь его обошли американцы Гётц Клопфер и Том Дули.
В 1972 году установил свой личный рекорд в ходьбе на 20 км — 1:31:07. Принимал участие в Олимпийских играх в Мюнхене — в дисциплине 20 км с результатом 1:32:41 финишировал девятым, тогда как в дисциплине 50 км сошёл с дистанции, не показав никакого результата.